# Рэннеллс, Эндрю
Э́ндрю Скотт Рэ́ннеллс (англ. Andrew Scott Rannells; род. 23 августа 1978) — американский актёр и певец. Лауреат премии «Грэмми» и двукратный номинант на премию «Тони».

## Ранние годы
Рэннеллс родился в Омахе, штат Небраска, в семье Шарлотты и Рональда Рэннеллс. Он является четвёртым ребёнком из пяти; у него есть три сестры и старший брат. Рэннеллс учился в начальной школе Our Lady of Lourdes и Крейтонской подготовительной школы — католической школе для мальчиков. Он покинул католическую церковь после того, как подвергся сексуальному насилию со стороны священника в старшей школе.
Рэннеллс переехал в Нью-Йорк в 1997 году, после окончания старшей школы, и в течение двух лет изучал театральное искусство в колледже Мэримаунт Манхэттен, пока не начал ходить на прослушивания и получать первые роли.

## Карьера
Рэннеллс начал профессиональную карьеру актёра как актёр озвучивания, работая с компанией DIC Entertainment. С 2001 по 2004 год он работал с компанией 4Kids Entertainment, занимаясь английским дубляжом. Одновременно с этим, Рэннеллс играл в региональных театральных постановках, в том числе «Хедвиг и злосчастный дюйм», «Мисс Сайгон» и «Весьма современная Милли».
В 2002 году он дебютировал на Бродвее с ролью Линка Ларкина в мюзикле «Лак для волос», заменив актёра Ричарда Х. Блейка. В 2007 году Рэннеллс исполнил роль Боба Гаудио в национальном туре мюзикла «Парни из Джерси»; он также вернулся к своей роли в 2009 году в качестве замены на Бродвее.
В 2011 году Рэннеллс совершил прорыв благодаря ведущей роли старшины Кевина Прайса в мюзикле «Книге мормона», принёсшей ему премию «Грэмми», а также номинации на премии «Тони» и «Драма Деск». Он исполнил роль стриптизёра в комедийном фильме «Холостячки» (2012), а с 2012 по 2013 год исполнял главную роль в непродолжительном сериале «Новая норма».
В 2016 году Рэннеллс исполнил роль Уизерра Брауна в мюзикле «Фальцеты», за которую был номинирован на вторую премию «Тони».

## Личная жизнь
Рэннеллс — гей. С 2019 года он состоит в отношениях с актёром Таком Уоткинсом.

## Фильмография

### Кино
| Год  | Русское название        | Оригинальное название | Роль             | Примечания |
| ---- | ----------------------- | --------------------- | ---------------- | ---------- |
| 2010 | Секс в большом городе 2 | Sex and the City 2    | певец на свадьбе |            |
| 2012 | Холостячки              | Bachelorette          | Мэнни            |            |
| 2015 | Стажёр                  | The Intern            | Кэмерон          |            |
| 2016 | Почему он?              | Why Him?              | Блейн Педерман   |            |
| 2018 | Простая просьба         | A Simple Favor        | Даррен           |            |
| 2020 | Парни в группе          | The Boys in the Band  | Ларри            |            |
| 2020 | Выпускной               | The Prom              | Трент Оливер     |            |
| 2020 | Дублёрша                | The Stand In          | Нико             |            |
| 2023 | Наш сын                 | Our Son               | Мэттью           |            |
| 2023 | Тролли. Группа в сборе  | Trolls Band Together  |                  |            |

### Телевидение
| Год       | Русское название               | Оригинальное название         | Роль                             | Примечания                                                                |
| --------- | ------------------------------ | ----------------------------- | -------------------------------- | ------------------------------------------------------------------------- |
| 2012—2017 | Девчонки                       | Girls                         | Элайджа Крантз                   | Повторяющаяся роль (сезоны 1—3); регулярная роль (сезоны 4—6) 35 эпизодов |
| 2012—2013 | Новая норма                    | The New Normal                | Брайан Коллинз                   | Регулярная роль, 22 эпизода                                               |
| 2013      | Пиф-паф комедия                | Comedy Bang! Bang!            | Куинн Абернати                   | Эпизод: «Clark Gregg Wears a Navy Blazer & White Collared Shirt»          |
| 2013—2014 | Как я встретил вашу маму       | How I Met Your Mother         | Даррен                           | Гостевая роль, 2 эпизода                                                  |
| 2015      | Хор                            | Glee                          | он сам                           | Эпизод: «Dreams Come True»                                                |
| 2015      | Больница Никербокер            | The Knick                     | Фрейзер Х. Уинго                 | Повторяющаяся роль, 4 эпизода                                             |
| 2016      | Гнилые времена                 | Another Period                | Бертрам Харрисон Фассельфорт VII | Гостевая роль, 3 эпизода                                                  |
| 2016      | Пьяная история                 | Drunk History                 | Джон Рёблинг                     | Эпизод: «Dreams Come True»                                                |
| 2017      | Уилл и Грейс                   | Will & Grace                  | Реджи                            | Эпизод: «Grandpa Jack»                                                    |
| 2018      | Королевские гонки Ру Пола      | RuPaul’s Drag Race            | он сам                           | Эпизод: «The Unauthorized Rusical»                                        |
| 2018      | Романовы                       | The Romanoffs                 | Дэвид Пэттон                     | Эпизод: «Bright and High Circle»                                          |
| 2019      | Чёрный понедельник             | Black Monday                  | Блэр Пфафф                       | Регулярная роль, 30 эпизодов Также продюсер                               |
| 2021—2022 | Дев4онки навсегда              | Girls5eva                     | Кев                              | Повторяющаяся роль, 7 эпизодов                                            |
| 2022      | Добро пожаловать в Чиппендейлс | Welcome to Chippendales       | Брэдфорд Бартон                  | Повторяющаяся роль, 4 эпизода                                             |
| 2023      | Всемирная история, часть 2     | History of the World, Part II | Сергей                           | Эпизод: «V»                                                               |

### Озвучивание
| Год         | Русское название        | Оригинальное название    | Роль                  | Примечания                      |
| ----------- | ----------------------- | ------------------------ | --------------------- | ------------------------------- |
| 1995—1997   | Уличные акулы           | Street Sharks            | Стрикс / креветка Луи | Регулярная роль, 40 эпизодов    |
| 1999        | Тайны Арчи              | Archie’s Weird Mysteries | Арчи Эндрюс           | Регулярная роль, 40 эпизодов    |
| 2001        |                         | Cubix                    | Коннор                | Регулярная роль, 26 эпизодов    |
| 1999—2000   | Ван-Пис                 | One Piece: Wan pîsu      | Ророноа Зоро          | Английский дубляж               |
| 2000—2001   | Югио!: Дуэльные монстры | Yu-Gi-Oh!                | разные роли           | Английский дубляж               |
| 2001        | Звезда Кирби            | Hoshi no Kirby           | разные роли           | Английский дубляж               |
| 2017 — 2025 | Большой рот             | Big Mouth                | Мэттью Макделл        | Повторяющаяся роль, 49 эпизодов |
| 2020        | Центральный парк        | Central Park             | Гриффин               | Гостевая роль, 2 эпизода        |

## Театр
| Год       | Русское название          | Оригинальное название     | Роль                       | Примечания                                           |
| --------- | ------------------------- | ------------------------- | -------------------------- | ---------------------------------------------------- |
| 2000—2001 | Покемон живьём!           | Pokémon Live!             | Джеймс                     | Тур по США                                           |
| 2005      | Лак для волос             | Hairspray                 | Линк Ларкин                | Замена на Бродвее                                    |
| 2006      | Проект 60-х               | The 60’s Project          | исполнитель                | Региональные выступления                             |
| 2007      | Парни из Джерси           | Jersey Boys               | Боб Гаудио                 | Тур по США                                           |
| 2009      | Парни из Джерси           | Jersey Boys               | Боб Гаудио                 | Замена на Бродвее                                    |
| 2010      | Лисистрата Джонс          | Lysistrata Jones          | Микеланджело «Мик» Джексон | Офф-Бродвей                                          |
| 2011      | Книга Мормона             | The Book of Mormon        | старейшина Кевин Прайс     | Бродвей                                              |
| 2014      | Хедвиг и злосчастный дюйм | Hedwig and the Angry Inch | Хедвиг                     | Замена на Бродвее                                    |
| 2015      | Гамильтон                 | Hamilton                  | Георг III                  | Замена на Бродвее (27 октября 2015 — 29 ноября 2015) |
| 2016      | Фальцеты                  | Falsettos                 | Уиззер Браун               | Бродвей                                              |
| 2018      | Оркестранты               | The Boys in the Band      | Ларри                      | Бродвей                                              |
| 2022      | Тэмми Фэй                 | Tammy Faye                | Джим Беккер                | Лондон                                               |

## Награды и номинации
| Год  | Ассоциация                            | Категория                                                  | Работа                    | Результат |
| ---- | ------------------------------------- | ---------------------------------------------------------- | ------------------------- | --------- |
| 2011 | Премия «Тони»                         | Лучшая мужская роль в мюзикле                              | Книга мормона             | Номинация |
| 2011 | Премия «Драма Деск»                   | Лучший актёр в мюзикле                                     | Книга мормона             | Номинация |
| 2012 | Премия «Грэмми»                       | Лучший альбом на основе театрального мюзикла               | Книга мормона             | Победа    |
| 2013 | Премия «OFTA»                         | Лучший приглашённый актёр в комедийном телесериале         | Девчонки                  | Номинация |
| 2013 | Премия «Gold Derby»                   | Лучший приглашённый актёр в комедийном телесериале         | Девчонки                  | Номинация |
| 2013 | Премия «Дориан»                       | Восходящая звезда                                          | Восходящая звезда         | Номинация |
| 2014 | Премия «Gold Derby»                   | Лучший приглашённый актёр в комедийном телесериале         | Девчонки                  | Номинация |
| 2014 | Премия «Выбор телевизионных критиков» | Лучший приглашённый актёр в комедийном телесериале         | Девчонки                  | Номинация |
| 2015 | Выбор аудитории сайта «Broadway.com»  | Любимая замена (среди мужчин)                              | Хедвиг и злосчастный дюйм | Номинация |
| 2016 | Выбор аудитории сайта «Broadway.com»  | Любимая замена (среди мужчин)                              | Гамильтон                 | Номинация |
| 2017 | Выбор аудитории сайта «Broadway.com»  | Любимый актёр второго плана в мюзикле                      | Фальцеты                  | Победа    |
| 2017 | Премия «Тони»                         | Лучшая мужская роль второго плана в мюзикле                | Фальцеты                  | Номинация |
| 2021 | Премия «Выбор телевизионных критиков» | Лучшая мужская роль второго плана в комедийном телесериале | Чёрный понедельник        | Номинация |
| 2023 | Премия Лоренса Оливье                 | Лучшая мужская роль в мюзикле                              | Тэмми Фэй                 | Номинация |